# Marie Záhořová-Němcová
Marie Záhořová-Němcová (10. května 1885 Tábor – 21. května 1930 Brno) byla česká pedagožka a významná představitelka sociálních organizací v období první československé republiky. Byla vnučkou spisovatelky Boženy Němcové.

## Mládí a studium
Marie Záhořová se narodila v rodině učitele, zahradnického a pěstitelského odborníka Karla Němce a Anny Marie rodem Dostálové (1855-1927); vyrůstala se šesti sourozenci  Školní docházku (obecnou školu 1891-1896) začala  v Táboře, pokračovala (po přestěhování rodiny) měšťanskou školou v Praze-Bubenči. Měla zájem o studium medicíny, avšak studovala na Státním ústavu pro vzdělání učitelek v Praze, v ulici Na Rejdišti 1. Absolvovala v roce 1904.

## Učitelka a sociální aktivistka a funkcionářka
Po absolvování zůstala dále na Ústavu pro vzdělávání učitelek a působila jako cvičná učitelka. V lednu 1912 vystoupila (v Ústředním spolku českých žen ve Spálené ulici v Praze) na vzpomínkové akci k 50. výročí úmrtí Boženy Němcové. Zde se seznámila s gymnaziálním profesorem Zdeňkem Záhořem a v únoru 1913 se za něj provdala a měli dceru Evu (1918) a syna Zdeňka (1920).
V době první světové války převzala od své matky vedení spolku Záchrana. Tato organizace nabízela a poskytovala pomoc a ochranu učnicím, dělnicím, služebným, studentkám i nezaměstnaným. V roce 1926 už aktivní spolek vlastnil „palác sociálních služeb“ – šestipatrový dům v Praze, Kubelíkově 16 , který Marie Záhořová nazvala Ženským domem Charlotty G. Masarykové.

## V ČSR
Po roce 1918 působila jako instruktorka sociální péče o děti, matky a opuštěné ženy při československém ministerstvu sociální péče.
V roce 1921 na popud Alice Masarykové založila českou pobočku organizace pro mladé křesťanské ženy YWCA Young Women's Christian Association – Křesťanské sdružení mladých žen a stala se její předsedkyní (místopředsedkyní byla Hana Benešová).
Marie Záhořová i zde v organizaci YWCA, jejímž posláním bylo a je rozvíjet osobnost dítěte, mládeže i dospělých, se opět plně soustředila na další velký projekt. A tak byl 3. února 1929 slavnostně otevřen Dívčí domov YWCA v Žitné ulici 12 (o dům Čs. YWCA v roce 1951 přišla, dnes zde sídlí finanční úřad). Členkami Výboru YWCA bývaly přední ženy veřejného života, například Hana Benešová, později byla čestnou předsedkyní i Olga Havlová.

## Předčasný odchod
Byla členkou mnoha dalších spolků, např. Československého červeného kříže a Československé ochrany matek a dětí.
- V roce 1929 - při výstavě Moderní žena v Brně - byla na sjezdu žen, kde se hodnotily úspěchy ženských spolků za posledních šedesát let, poctěna čestným předsednictvím (předtím takové vyznamenání na podobných akcích získala o čtyřicet let dříve Karolina Světlá).
- Na pozvání Alice Masarykové se ve dnech 11. – 13. 7. 1929 účastnila na zámku v Lánech sociální konference.
- Mimořádně aktivní Marie Záhořová stále dělila svůj čas mezi veřejnost a rodinu.

Zemřela náhle předčasně, ve věku 45 let (ve středu 21. května 1930) na selhání srdce. Pohřbena byla v rodinné hrobce na Olšanských hřbitovech.

## Literární činnost
Méně známá než její aktivity ve veřejném životě je její práce či záliba – její literární činnost.
Přehled díla:
- Princezna Čárypíše (1912), rýmovaná hříčka pro maňásková divadla (hraje se dodnes)
- Lidové tance v dívčím tělocviku (pod jménem Marie Němcová,1912)
- Mládí a život (1920), kde rozebírá vztah babičky Boženy Němcové k Bohu
- Zpráva o utrpení a smrti Mistra Jana Husa / Petr z Mladoňovic;Za hlavního spolupůsobení Marie Záhořové Němcové 1913